# عقيلات ملوك البرتغال

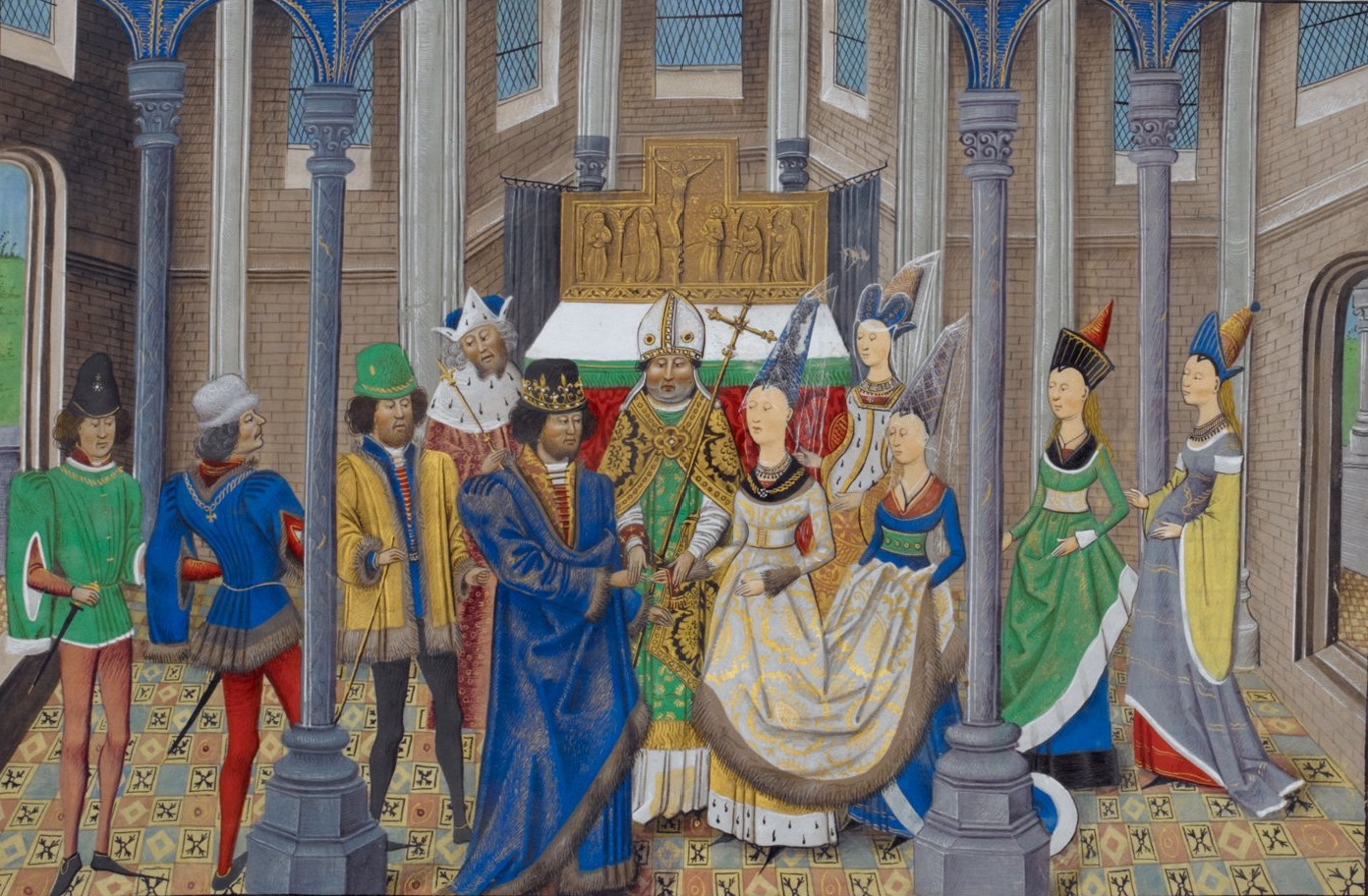
زواج جواو الأول وفيليبا لانكاستر عام 1387

في تاريخ البرتغال أصبحت أثنين من أميرات ملكات البرتغال هي ماريا الأولى (1816-1777) وماريا الثانية (1828-1826) و(1853-1834) ويمكن القول أيضا (بياتريس البرتغالية ملكة قشتالة في أواخر القرن الرابع عشر).
كانت النساء الأخريات الذين اعتادوا على لقب «ملكة البرتغال» مجرد ملكات القرينة زوجات ملوك البرتغال، ومع ذلك كثير منهم كن مؤثرات للغاية في التاريخ البلاد، بعد أن قضت كوصيات العرش على لأولادهم القاصرون والمرضى أو على أزواجهن، وكذلك لهن تأثير كبير على سياسة أزواجهن منهن (فيليبا لانكاستر، ليونور من فيسيو، لويزا دي غوزمان، كارلوتا خواكينا...)
وأيضا أثنين من الأقران يعتبر ذكوراً - أوغست دو بوارنيه وفرديناند من ساكس كوبرغ وغوتا - على حد سواء يعتبرون أزواج ماريا الثاني، فالأول توفي وترك زوجته بدون أطفال، وبالتالي لم يصبح ملك البرتغال، استناداً على العرف البرتغالي بأن يصبح القرين ملكاً بعد ينجب أطفال من ملكة، وكان الزوج الثاني لماريا الثاني قرين لها حتى ولادة طفلهما الأول. بعد ولادة وريث توقفت قرين فرديناند وأصبح ملك البرتغال حتى مسمى فرناندو الثاني.

## قرائن ملوك البرتغال

### قرينات أسرة بورغندي
| الصورة | الاسم                   | الوالد                                       | الميلاد         | الزواج                              | توييج ملكة                | الأرملة                   | الوفاة                  | زوجة               |
| ------ | ----------------------- | -------------------------------------------- | --------------- | ----------------------------------- | ------------------------- | ------------------------- | ----------------------- | ------------------ |
|        | مود السافوية            | أميديو الثالث كونت سافوي (سفويا)             | 1125            | يناير/يونيو 1146                    | يناير/يونيو 1146          | 4 نوفمبر 1157             | 4 نوفمبر 1157           | أفونسو الأول       |
|        | دولسي الأراغونية        | ريموند برانجيه الرابع كونت برشلونة (برشلونة) | 1160            | 1174/5                              | 6 ديسمبر 1185             | 1 سبتمبر1198              | 1 سبتمبر1198            | سانشو الأول        |
|        | أوراكا القشتالية        | ألفونسو الثامن ملك قشتالة (بورغندي)          | 1186/28مايو1187 | 1206                                | 26 مارس 1212              | 3 نوفمبر 1220             | 3 نوفمبر 1220           | أفونسو الثاني      |
|        | ميكيا لوبيز دي هارو     | لوبي دياز الثاني دي هارو (هارو)              | 1215            | 1246                                | 1246                      | 4 ديسمبر 1247 توفي الزوج  | 1270                    | سانشو الثاني       |
|        | ماتيلدا البولونية       | رينو الأول كونت دامارتين (ميلو)              | 1202            | 1235                                | 4 يناير 1248 تتويج الملكة | 1253 طُلِقتْ                 | 14 يناير 1259/1260/1262 | أفونسو الثالث      |
|        | بياتريس القشتالية       | ألفونسو العاشر ملك قشتالة (بورغندي)          | 1242            | 1253                                | 1253                      | 16 فبراير 1279 توفي الزوج | 27 أكتوبر 1303          | أفونسو الثالث      |
|        | إيزابيل الأراغونية      | بيدرو الثالث ملك أراغون (برشلونة)            | 4 يناير 1271    | 2 فبراير/24 يونيو 1282              | 2 فبراير/24 يونيو 1282    | 7 يناير 1325 توفي الزوج   | 4 يوليو 1336            | دينيس ملك البرتغال |
|        | بياتريس القشتالية       | سانشو الرابع ملك قشتالة (بورغندي)            | 8 مارس 1293     | 12 سبتمبر 1309                      | 7 يناير 1325              | 28 مايو 1357 توفي الزوج   | 25 أكتوبر 1359          | أفونسو الرابع      |
|        | إينيس دي كاسترو         | بيدرو فرنانديز دي كاسترو (كاسترو)            | 1325/7          | 1346 سراً 1 يناير 1354 إعلان زواجهما | -                         | -                         | 7 يناير 1355            | بيدرو الأول        |
|        | ليونور تيليس دي مينيزيس | مارتيم أفونسو تيو دي مينيزيس                 | 1350            | مارس 1372                           | مارس 1372                 | 22 أكتوبر 1383 توفي الزوج | 27 أبريل 1386           | فرناندو الأول      |

### أسرة أفيس
| الصورة | الاسم              | الوالد                                 | الميلاد        | الزواج         | تتويج الملكة   | الأرملة                   | الوفاة         | زوجة          |
| ------ | ------------------ | -------------------------------------- | -------------- | -------------- | -------------- | ------------------------- | -------------- | ------------- |
|        | فيليبا لانكاستر    | جون غونت دوق لانكاستر الأول (لانكاستر) | 31 مارس 1359   | 11 فبراير 1387 | 11 فبراير 1387 | 19 يوليو 1415             | 19 يوليو 1415  | جواو الأول    |
|        | ليونور الأراغونية  | فرناندو الأول ملك أراغون (تراستامارا)  | 1402           | 22 سبتمبر 1428 | 14 أغسطس 1433  | 9 سبتمبر 1438 توفي الزوج  | 19 فبراير 1445 | دوارتي الأول  |
|        | إيزابيل من كويمبرا | بيدرو دوق كويمبرا (أفيس)               | 1 مارس 1432    | 6 مايو 1447    | 6 مايو 1447    | 2 ديسمبر 1455             | 2 ديسمبر 1455  | أفونسو الخامس |
|        | جوانا القشتالية    | إنريكي الرابع ملك قشتالة (تراستامارا)  | 21 فبراير 1462 | 30 مايو 1475   | 30 مايو 1475   | 1479 طُلِقتْ                 | 1530           | أفونسو الخامس |
|        | ليونور من فيسيو    | فرناندو دوق فيسيو (أفيس)               | 2 مايو 1458    | 22 يناير 1471  | 28 أغسطس 1481  | 25 أكتوبر 1495 توفي الزوج | 17 نوفمبر 1525 | جواو الثاني   |
|        | إيزابيل الأراغونية | فرناندو الثاني ملك أراغون (تراستامارا) | 2 أكتوبر 1470  | 30 سبتمبر 1497 | 30 سبتمبر 1497 | 28 أغسطس 1498             | 28 أغسطس 1498  | مانويل الأول  |
|        | ماريا الأراغونية   | فرناندو الثاني ملك أراغون (تراستامارا) | 29 يونيو 1482  | 30 أكتوبر 1500 | 30 أكتوبر 1500 | 7 مارس 1517               | 7 مارس 1517    | مانويل الأول  |
|        | ليونور النمساوية   | فيليب الأول ملك قشتالة (هابسبورغ)      | 15 نوفمبر 1498 | 16 يوليو 1518  | 16 يوليو 1518  | 13 ديسمبر 1521 توفي الزوج | 25 فبراير 1558 | مانويل الأول  |
|        | كاثرين النمساوية   | فيليب الأول ملك قشتالة (هابسبورغ)      | 14 يناير 1507  | 10 فبراير 1525 | 10 فبراير 1525 | 11 يونيو 1557 توفى الزوج  | 12 فبراير 1578 | جواو الثالث   |

### أسرة هابسبورغ
| الصورة | الاسم              | الوالد                                                | الميلاد        | الزواج         | تتويج الملكة  | الأرملة                    | الوفاة         | زوجة          |
| ------ | ------------------ | ----------------------------------------------------- | -------------- | -------------- | ------------- | -------------------------- | -------------- | ------------- |
|        | آنا النمساوية      | ماكسيمليان الثاني إمبراطور الروماني المقدس (هابسبورغ) | 1 نوفمبر 1549  | 4 مايو 1570    | -             | 26 أكتوبر 1580             | 26 أكتوبر 1580 | فيليبي الأول  |
|        | مارغريت النمساوية  | كارل الثاني أرشيدوق النمسا (هابسبورغ)                 | 25 ديسمبر 1584 | 18 أبريل 1599  | 18 أبريل 1599 | 3 أكتوبر 1611              | 3 أكتوبر 1611  | فيليبي الثاني |
|        | إيزابيل البوربونية | هنري الرابع ملك فرنسا (بوربون)                        | 22 نوفمبر 1602 | 25 نوفمبر 1615 | 31 مارس 1621  | 15 ديسمبر 1640 تنازل الزوج | 6 أكتوبر 1644  | فيليبي الثالث |

### أسرة براغانزا
| الصورة       | الاسم                                              | الوالد                                            | الميلاد        | الزواج                                 | تتويج الملكة                           | الأرملة                   | الوفاة         | زوجة          |
| ------------ | -------------------------------------------------- | ------------------------------------------------- | -------------- | -------------------------------------- | -------------------------------------- | ------------------------- | -------------- | ------------- |
|              | لويزا دي غوزمان                                    | خوان مانويل بيريز دي غوزمان (غوزمان)              | 13 أكتوبر 1613 | 12 يناير 1633                          | 1 ديسمبر 1640                          | 6 نوفمبر 1656 توفى الزوج  | 27 فبراير 1666 | جواو الرابع   |
|              | ماريا فرانسيكا السافوية                            | شارل أميدي دوق نيمور (سفويا)                      | 21 يونيو 1646  | 2 أغسطس 1666                           | 2 أغسطس 1666                           | 24 مارس 1668 طُلِقتْ         | 27 ديسمبر 1683 | أفونسو السادس |
| 2 أبريل 1668 | ماريا فرانسيكا السافوية                            | شارل أميدي دوق نيمور (سفويا)                      | 21 يونيو 1646  | 21 ديسمبر 1668 طُلِقتْ                    | 27 ديسمبر 1683                         | 27 ديسمبر 1683            | بيدرو الثاني   |               |
|              | ماريا صوفيا من نيوبورغ                             | فيليب فيلهلم ناخب بالاتينات (فيتلسباخ)            | 6 أغسطس 1666   | 11 أغسطس 1687                          | 11 أغسطس 1687                          | 4 أغسطس 1699              | 4 أغسطس 1699   |               |
|              | ماريا آنا النمساوية                                | ليوبولد الأول إمبراطور الروماني المقدس (هابسبورغ) | 7 سبتمبر 1683  | 27 أكتوبر 1708                         | 27 أكتوبر 1708                         | 31 يوليو 1750 توفي الزوج  | 14 أغسطس 1754  | جواو الخامس   |
|              | ماريانا فيكتوريا الإسبانية                         | فيليب الخامس ملك إسبانيا (بوربون)                 | 31 مارس 1718   | 19 يناير 1729                          | 31 يونيو 1750                          | 24 فيراير 1777 توفي الزوج | 15 يناير 1781  | جوزيه الأول   |
|              | كارلوتا خواكينا الإسبانية                          | كارلوس الرابع ملك إسبانيا (بوربون)                | 25 أبريل 1775  | 8 مايو 1785                            | 20 مارس 1816                           | 10 مارس 1826 توفى الزوج   | 7 يناير 1830   | جواو السادس   |
|              | ماريا ليوبولدينا النمساوية                         | فرانتس الأول إمبراطور النمسا (هابسبورغ-لورين)     | 22 يناير 1797  | 6 نوفمبر 1817                          | 26 مارس 1826 تتويج الزوج               | 28 مايو 1826 تنازل الزوج  | 11 ديسمبر 1826 | بيدرو الرابع  |
|              | أوغست دو بوارنيه                                   | يوجين دو بوارنيه (بوارنيه)                        | 9 ديسمبر 1810  | 1 ديسمبر 1834 وكيل 26 يناير 1835 شخصياً | 1 ديسمبر 1834 وكيل 26 يناير 1835 شخصياً | 28 مارس 1835              | 28 مارس 1835   | ماريا الثانية |
|              | فرديناند من ساكس كوبرغ وغوتا                       | فرديناند من ساكس-كوبرغ وغوتا (ساكس-كوبرغ وغوتا)   | 29 أكتوبر 1816 | 1 يناير 1836                           | 1 يناير 1836                           | 16 سبتمبر 1837 أصبح ملكاً  | 15 ديسمبر 1885 | ماريا الثانية |
|              | أديلايد من لوفنشتاين-فيرتهايم-روزنبرغ ملكة ميغيلية | قسطنطين أمير لوفنشاين-فيرتهايم-روزنبرغ الوراثي    | 3 أبريل 1831   | 24 سبتمبر 1851                         | -                                      | -                         | 16 ديسمبر 1909 | ميغيل المخلوع |

### أسرة براغانزا-ساكس كوبرغ وغوتا
| الصورة | الاسم                                       | الوالد                                              | الميلاد        | الزواج        | تتويج الملكة   | الأرملة                   | الوفاة         | زوجة           |
| ------ | ------------------------------------------- | --------------------------------------------------- | -------------- | ------------- | -------------- | ------------------------- | -------------- | -------------- |
|        | ستيفاني من هوهنتسولرن سيغمارينغن            | كارل أنطوني أمير هوهنتسولرن (هوهنتسولرن-زيغمارينغن) | 15 يوليو 1837  | 18 مايو 1858  | 18 مايو 1858   | 17 يوليو 1859             | 17 يوليو 1859  | بيدرو الخامس   |
|        | ماريا بيا السافوية                          | فيتوريو إمانويلي الثاني ملك إيطاليا (سفويا)         | 14 فبراير 1847 | 6 أكتوبر 1862 | 6 أكتوبر 1862  | 19 أكتوبر 1889 توفي الزوج | 5 يوليو 1911   | لويس الأول     |
|        | أميلي الأورليانية                           | فيليبي كونت باريس (أوليانز)                         | 28 سبتمبر 1865 | 22 مايو 1886  | 19 أكتوبر 1889 | 1 فبراير 1908 توفى الزوج  | 25 أكتوبر 1951 | كارلوس الأول   |
|        | أوغستا فكتوريا من هوهنتسولرن ملكة في المنفى | فيلهلم أمير هوهنتسولرن (هوهنتسولرن-زيغمارينغن)      | 19 أغسطس 1890  | 4 سبتمبر 1913 | -              | -                         | 29 أغسطس 1966  | مانويل المخلوع |